# Komala (Pokémon)
Komala és una de les espècies de Pokémon que apareixen a la franquícia Pokémon.
És un Pokémon de tipus normal que sempre està dormint. Té una aparença similar a un Coala. El seu nom prové de les paraules angleses coma (estat de coma) i Koala (Coala).
Mai ningú ha vist a un Komala despert. Està dormint fins i tot quan es desplaça o combat. La seva saliva s'utilitza per a curar l'insomni i altres dolències.